# District de Dera Ismail Khan
Le district de Dera Ismail Khan (en ourdou : ضلع دیره اسماعیل خان) est une subdivision administrative de la province Khyber Pakhtunkhwa au Pakistan. Constitué autour de sa capitale Dera Ismail Khan, le district est entouré par les districts de Tank et de Lakki Marwat au nord, la province du Pendjab à l'est et au sud et enfin le Waziristan du Sud dans les régions tribales à l'ouest.
Le district est peuplé de près de deux millions de personnes en 2023 et sa population parle surtout saraiki. C'est une région de jonction entre les zones de peuplement des Pachtounes, Baloutches et Pendjabis. Assez pauvre, le district est principalement rural et vit surtout de l'agriculture. 

## Histoire

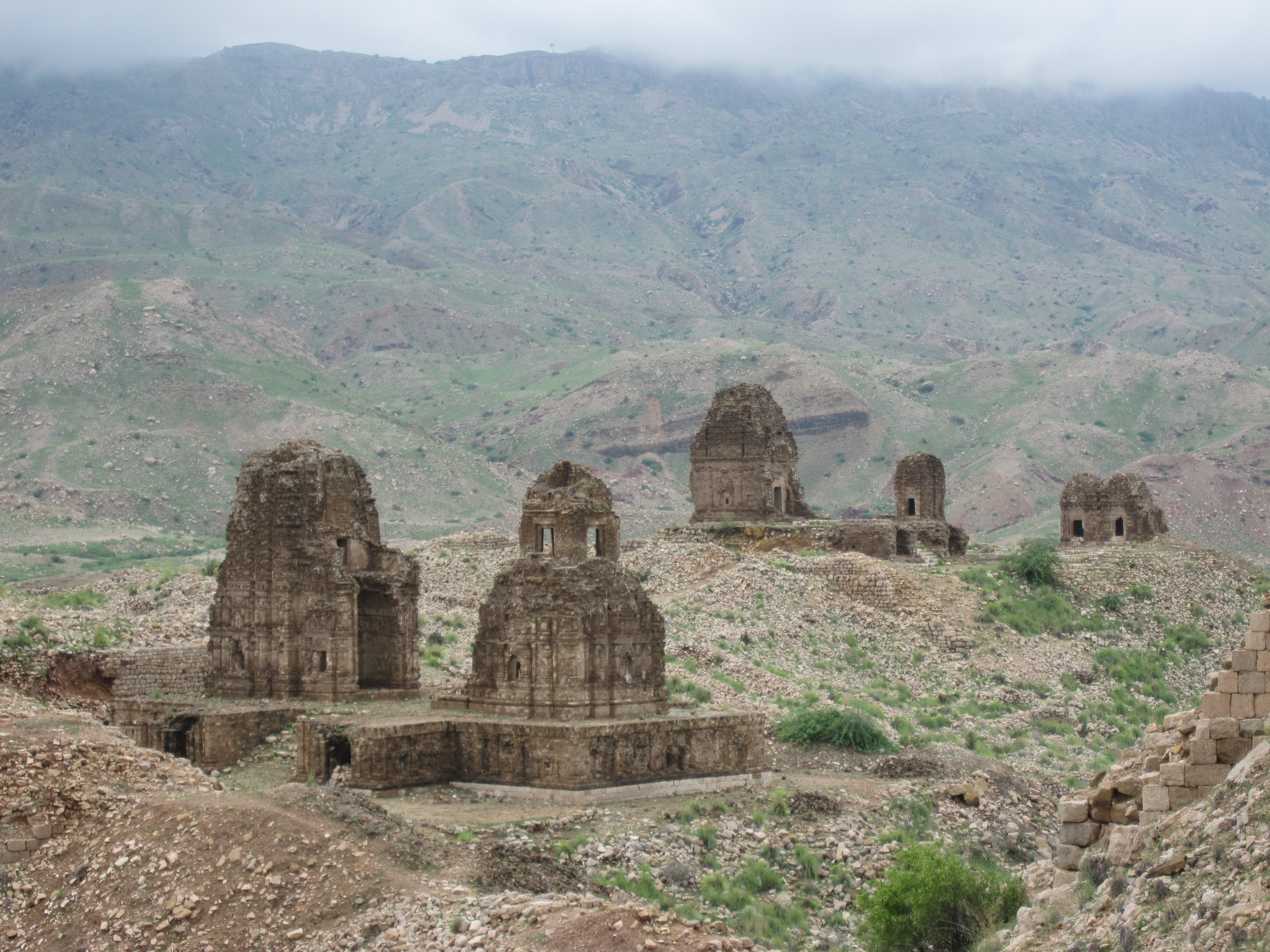
Les ruines de Kafir Kot.

La région de Dera Ismail Khan a été sous la domination de diverses puissances au cours de l'histoire, notamment le Sultanat de Delhi puis l'Empire moghol. Elle a ensuite été prise par l'Empire sikh en 1818, puis en 1848, elle est conquise par le Raj britannique. La ville de Dera Ismail Khan a été fondée au cours du XVe siècle par un chef tribal Baloutche.
Lors de l'indépendance vis-à-vis de l'Inde en 1947, la population majoritairement musulmane soutient la création du Pakistan. Des minorités hindoues et sikhes quittent alors la région pour rejoindre l'Inde, tandis que des migrants musulmans venus d'Inde s'y installent.

## Géographie
Le district de Dera Ismail Khan présente une géographie variée, avec des montagnes, des plaines fertiles et d'autres plus désertiques. La montagne Sulaiman borde la frontière ouest du district, et la vaste plaine de Marwat occupe le nord du district. 

## Démographie
Lors du recensement de 1998, la population du district a été évaluée à 852 995 personnes, dont 15 % d'urbains, contre 33 % au niveau national et 17 % au niveau provincial. Le taux d'alphabétisation était de 31 % environ, soit moins que la moyenne nationale de 44 % et que la moyenne provinciale de 35 %. Il se situe à 43 % pour les hommes et 18 % pour les femmes, soit un différentiel de 25 points, semblable à la moyenne nationale mais inférieur à la moyenne provinciale de 32 points.
Le recensement suivant mené en 2017 pointe une population de 1 627 132 habitants, soit une croissance annuelle de 3,45 %, largement supérieure aux moyennes provinciale et nationale de 2,9 % et 2,4 % respectivement. C'est la deuxième plus forte performance de la province après le district de Peshawar. Le taux d'urbanisation passe lui à 22 % et l’alphabétisation grimpe à 44 %, dont 57 % pour les hommes et 30 % pour les femmes.
D'après le recensement de 2023, la population atteint 1,82 million d'habitants, avec une urbanisation stable, à 20,5 %. L'alphabétisation progresse à 46,6 %, un peu moins que la moyenne provinciale de 51 %, dont 58,1 % pour les hommes et 33,7 pour les femmes.
En 2023, près de 66 % des habitants du district parlent saraiki, langue lahnda proche du pendjabi. Les autres habitants parlent surtout pachto (32 %), la langue majoritaire de la province de Khyber Pakhtunkhwa, et ourdou (2 %).
Le district est très majoritairement musulman, à près de 99,7 % de la population en 2023, les autres minorités religieuses étant surtout chrétiennes (0,31 %, presque 6 000 fidèles). Autrefois plus nombreux dans le district, les hindous et les sikhs ne constituent de nos jours que de faibles minorités dans le district (586 et 49 individus respectivement).

## Administration

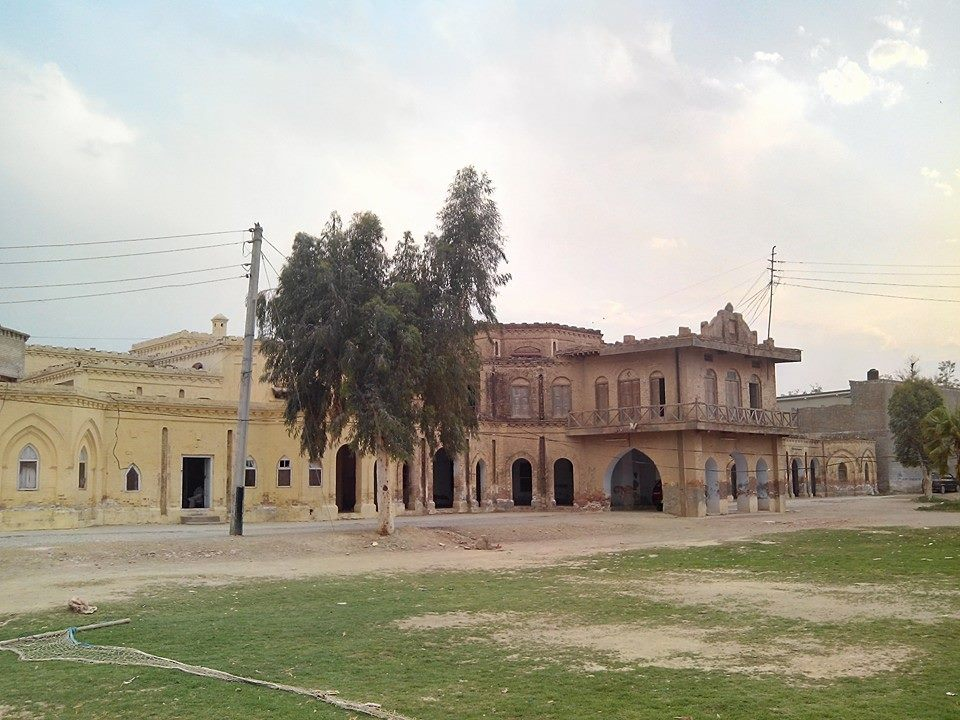
Le château Allah Nawaz.

Le district est divisé en cinq tehsils, Dera Ismail Khan, Kulachi, Darabin, Paroa et Paharpur, ainsi que 47 Union Councils.
| Tehsil           | Union Councils | Population (rec. 2023) |
| ---------------- | -------------- | ---------------------- |
| Dera Ismail Khan | 21             | 767 979                |
| Kulachi          | 4              | 102 595                |
| Darabin          | 4              | 149 447                |
| Paroa            | 7              | 320 937                |
| Paharpur         | 11             | 406 467                |

D'après le recensement de 2023, le district comprend cinq villes. La plus importante est surtout la capitale Dera Ismail Khan, qui regroupe à elle seule près de 12 % de la population totale du district et 60 % de la population urbaine.

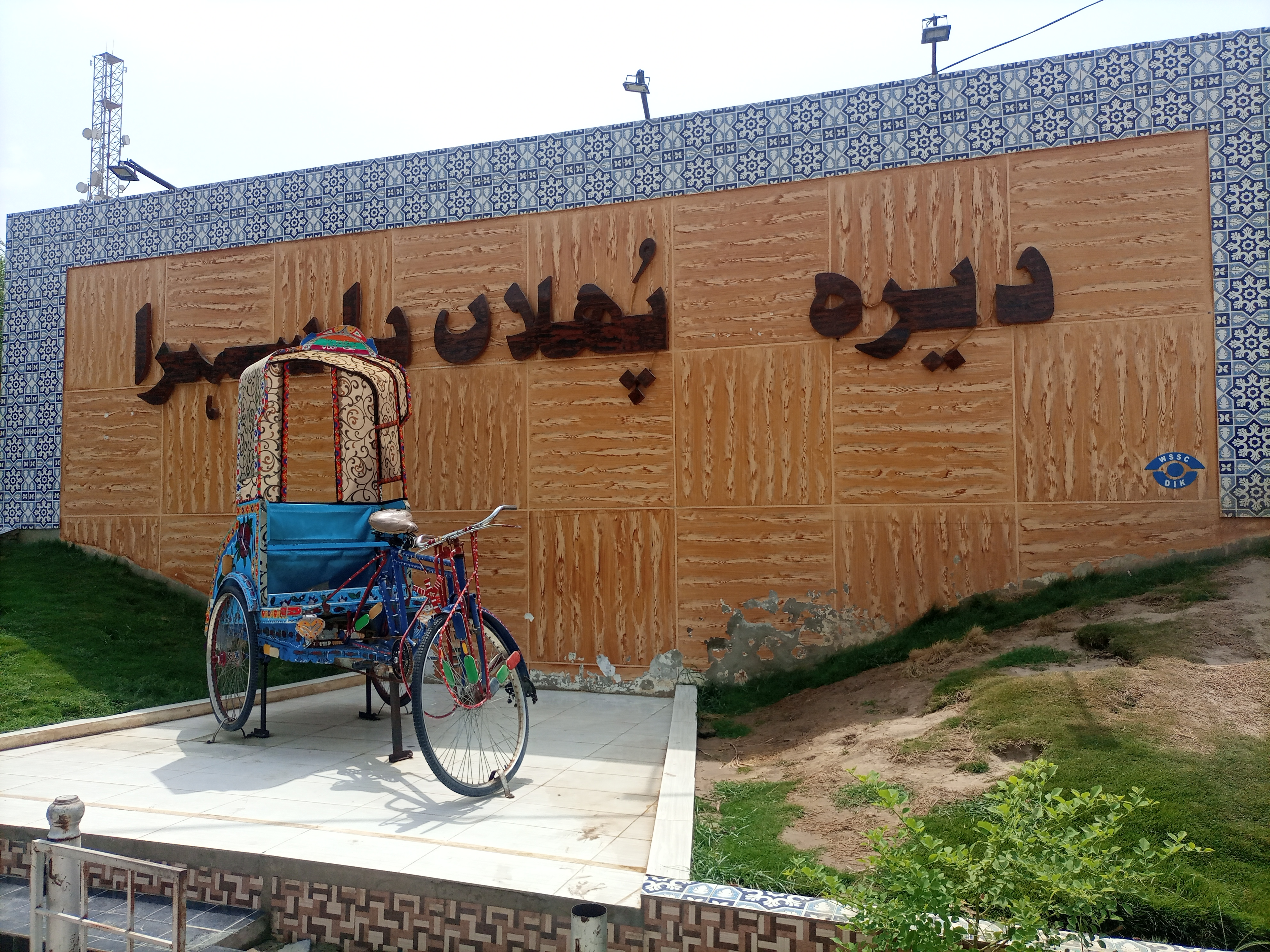
La ville de Dera Ismail Khan.

| Ville            | Population (rec. 2023) |
| ---------------- | ---------------------- |
| Dera Ismail Khan | 220 575                |
| Paharpur         | 76 027                 |
| Paroa            | 42 005                 |
| Kulachi          | 24 481                 |
| Paniala          | 11 669                 |

## Insurrection islamiste
Le district, qui possède une frontière commune avec le Waziristan du Sud, est situé dans la zone du conflit armé du Nord-Ouest du Pakistan qui oppose les autorités aux insurgés talibans pakistanais.

## Politique

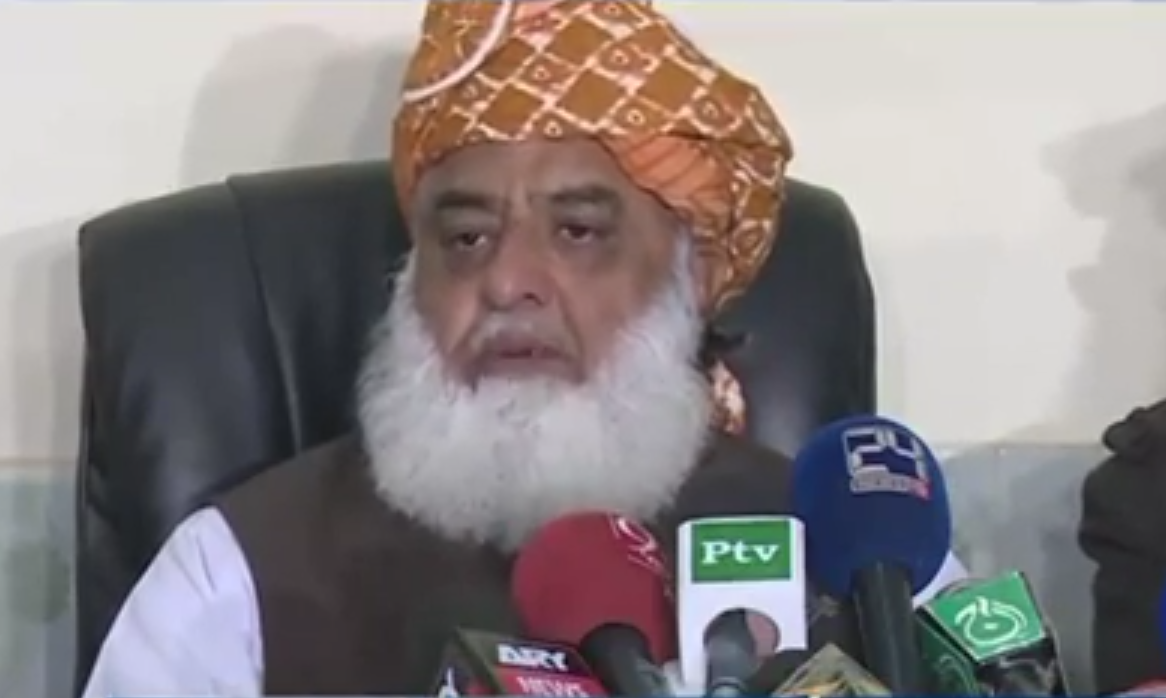
Fazal-ur-Rehman est un élu islamiste implanté dans le district.

De 2002 à 2018, le district est divisé en deux circonscriptions au niveau de l'Assemblée nationale, les no 24 et 25. Durant les élections législatives de 2013, elles sont remportées par Fazal-ur-Rehman, chef du parti islamiste Jamiat Ulema-e-Islam (F) et un candidat du Mouvement du Pakistan pour la justice. Il est aussi représenté par les cinq circonscriptions no 64 à 68 l'Assemblée provinciale de Khyber Pakhtunkhwa. Lors des élections de 2013, elles sont remportées par trois candidats du Mouvement du Pakistan pour la justice, un de la Jamiat Ulema-e-Islam (F) et un de l'Azad Pakistan.
Avec le redécoupage électoral de 2018, Dera Ismail Khan est représenté par les deux circonscriptions no 38 et 39 à l'Assemblée nationale et par les cinq circonscriptions no 95 à 99 à l'Assemblée provinciale. Lors des élections de 2018, elles sont remportées par quatre candidats du Mouvement du Pakistan pour la justice, un du Parti du peuple pakistanais, un de la Muttahida Majlis-e-Amal et un indépendant. Fazal-ur-Rehman est pour sa part défait dans les deux circonscriptions nationales. 
| Parti                                        | Voix (national) | %       | Élus nationaux | Élus provinciaux |
| -------------------------------------------- | --------------- | ------- | -------------- | ---------------- |
| Mouvement du Pakistan pour la justice        | 160 704         | 43,66 % | 2              | 2                |
| Muttahida Majlis-e-Amal                      | 98 123          | 26,66 % | 0              | 1                |
| Parti du peuple pakistanais                  | 30 691          | 8,34 %  | 0              | 1                |
| Autres partis                                | 7 654           | 2,08 %  | 0              | 0                |
| Indépendants                                 | 70 875          | 19,26 % | 0              | 1                |
| Total exprimés                               | 368 047         | 100 %   | 2              | 5                |
| Source : Commission électorale du Pakistan,. |                 |         |                |                  |